# Frédéric Gilbert van Dedem van Gelder
Frédéric Gilbert van Dedem van Gelder, né le 17 février 1743, mort le 20 février 1826, est un homme politique français et hollandais.

## Biographie
Il est né au château de Gelder (Hollande) le 17 février 1743, dans une vieille famille de l'Over-Yssel, originaire de Westphalie. Il était le fils du baron Antoine Van Dedem et de la comtesse de Rechteren, et petit-fils du général Van Dedem, célèbre dans la guerre de Succession d'Espagne. 
Il prit part en 1780 à la conclusion du traité de la Haye entre Louis XVI et les Provinces-Unies, et fut appelé cinq ans plus tard à l'ambassade de Constantinople. 
Coadjuteur de l'ordre Teutonique, il fut nommé par Napoléon membre du Sénat conservateur où il siégea du 30 décembre 1810 jusqu'aux traités de 1814.
Napoléon le fit Comte de l'Empire le 13 mars 1811.
Il se retira par la suite à Utrecht où il mourut le 20 février 1826.
Il était père du général d'Empire Antoine-Baudoin-Gisbert Van Dedem (1774-1825).

## Sources
- « Frédéric Gilbert van Dedem van Gelder », dans Adolphe Robert et Gaston Cougny, Dictionnaire des parlementaires français, Edgar Bourloton, 1889-1891 [détail de l’édition]